# Église Saint-Pierre d'Orthez
Pour les articles homonymes, voir Église Saint-Pierre.
L'église Saint-Pierre est une église catholique de la commune d'Orthez, dans le département français des Pyrénées-Atlantiques. Elle a été classée monument historique par arrêté du 23 mars 2012 après avoir été inscrite le 31 mai 1939. Elle dépend de la paroisse Saint-Pierre de Moncade - Orthez du diocèse de Bayonne.

## Présentation
L'église est voulue par le vicomte de Béarn. Elle est le témoignage de la grandeur passée d'Orthez. Elle date des XIVe et XVe siècles.
Orthez a été capitale du Béarn au XIIe siècle à la suite de Morlaàs et avant Pau. C'était une ville importante au carrefour de la voie de Toulouse à Dax et sur la route vicomtale qui menait aux Pyrénées, à un passage du gave de Pau.

### Histoire

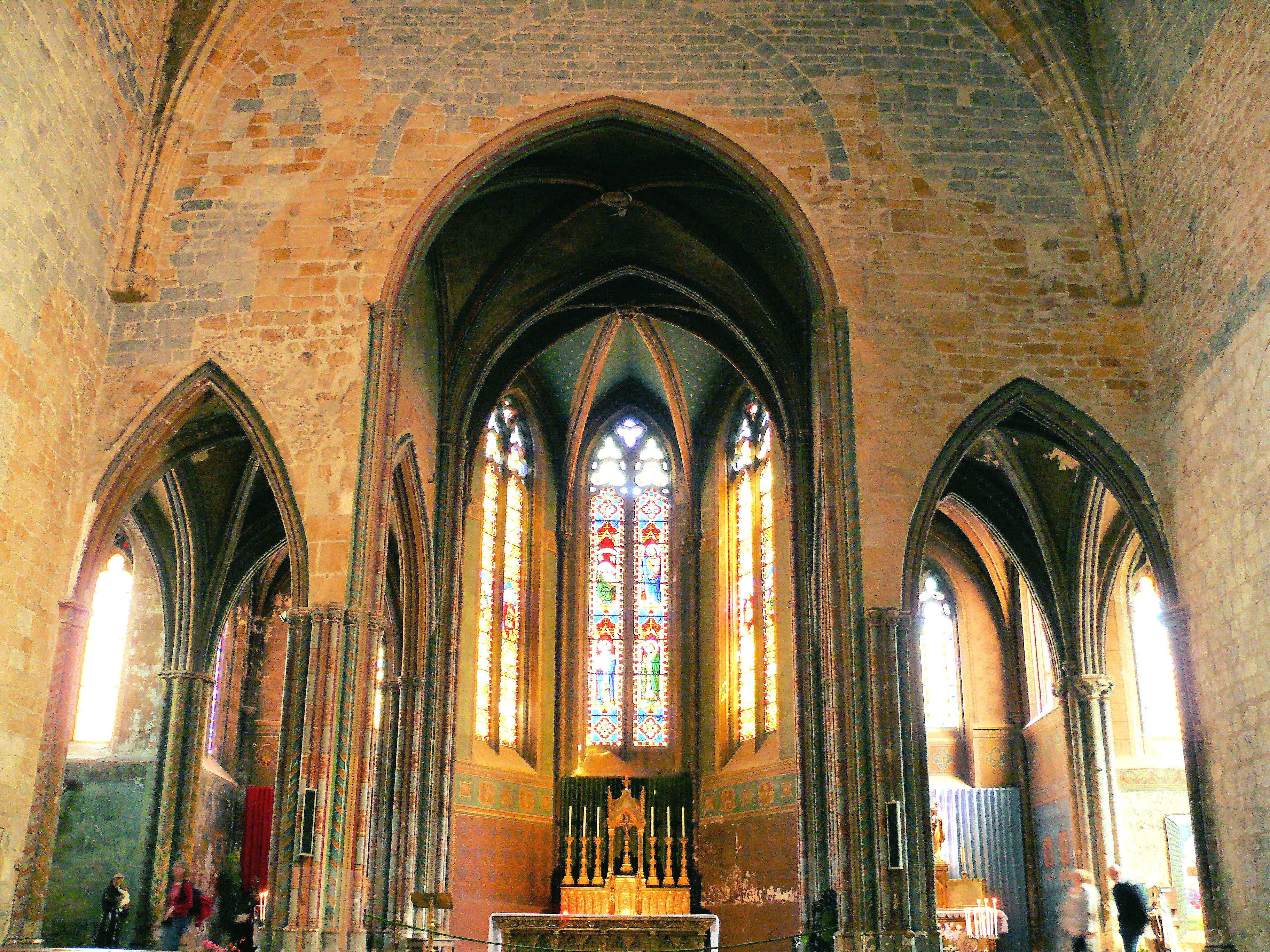
Chœur, abside et absidioles

Aucun document ne permet d'établir les conditions d'édification du chœur et de la nef. L'histoire de la construction doit être déduite des styles des différentes parties en liaison avec des éléments d'histoire locale.
L'établissement d'Orthez comme siège des vicomtes de Béarn a dû conduire à entreprendre les travaux de l'église Saint-Pierre, au XIIIe siècle. Ils ont commencé avec l'édification du chœur de modeste proportion. Certains historiens pensent que les travaux ont dû s'arrêter là à la mort de Gaston VII de Béarn, en 1290, et qu'ils n'ont repris qu'après la mort de Gaston Fébus, en 1391, quand la ville aurait reçu une partie du trésor se trouvant dans la tour de Moncade. 
L'analyse du style des éléments d'architecture faite par Jacques Gardelles, en particulier les colonnettes du chœur placées sous des corbeilles à mouluration aigüe les rapprochent de celles réalisées à Bayonne en 1320 et un peu plus tard à la croisée du transept de la cathédrale de Bordeaux. Le style de ces colonnettes ramènerait la réalisation du chœur au début du XIVe siècle. 
Pour certains historiens, les travaux ne se seraient achevés qu'un siècle plus tard avec, entre-temps, un changement de style avec la nef unique. Cependant, on note des traces de modifications montrant une histoire de la construction de la nef plus complexe. Certaines parties de la nef sont anciennes, probablement, antérieures au XIVe siècle. Il semble que les colonnes d'appui ont été placées dans des maçonneries plus anciennes et leurs bases ne sont pas postérieures à 1400 et peuvent remonter à l'époque de la construction des colonnettes du chevet. La comparaison des murs nord et sud montrent des différences sensibles. Des ouvertures, aujourd'hui aveugles, du mur nord rappellent celles faites dans la petite chapelle placée contre le bras nord du transept et la première travée de la nef. Ce mur nord de la première travée est oblique. Ce qui peut laisser à penser qu'il a fallu raccorder les parties orientales de l'église à des murs déjà existants de la nef. Les parties hautes du mur nord ont dû être refaites quand les voûtes actuelles ont été réalisées.
La nef était à l'origine couverte de quatre voûtes d'ogives quadripartites reliées par une longue lierne centrale. Cette voûte semble être plus récente. L'analyse des figurines sculptées sur les clés de voûtes ont conduit Jacques Gardelles à signaler que les thèmes repris n'étaient pas utilisés avant le début du XVe siècle. La clé représentant le vieux pont avec trois travées semble indiquer que la voûte a été réalisée avant le XVIe siècle, date à laquelle a été ajoutée une quatrième arche au pont.
Parmi les particularités de l'église, on peut citer l'absence de collatéraux et la voûte la plus haute du Béarn avec 18 m à la clé. 
Le 15 août 1569, les troupes protestantes commandées par le comte de Montgommery prennent la ville d'assaut en massacrant des habitants. Ils confisquent l'église. 
En 1865, l'église est restaurée puis agrandie d'une travée vers l'ouest, et un clocher est construit au-dessus du portail d'entrée par l'architecte de la ville Henri d'Arnaudat. Les travaux sont terminés en 1880.
Des verrières sont commandées et réalisées entre 1909 et 1912 par Gustave-Pierre Dagrant, peintre-verrier à Bordeaux.

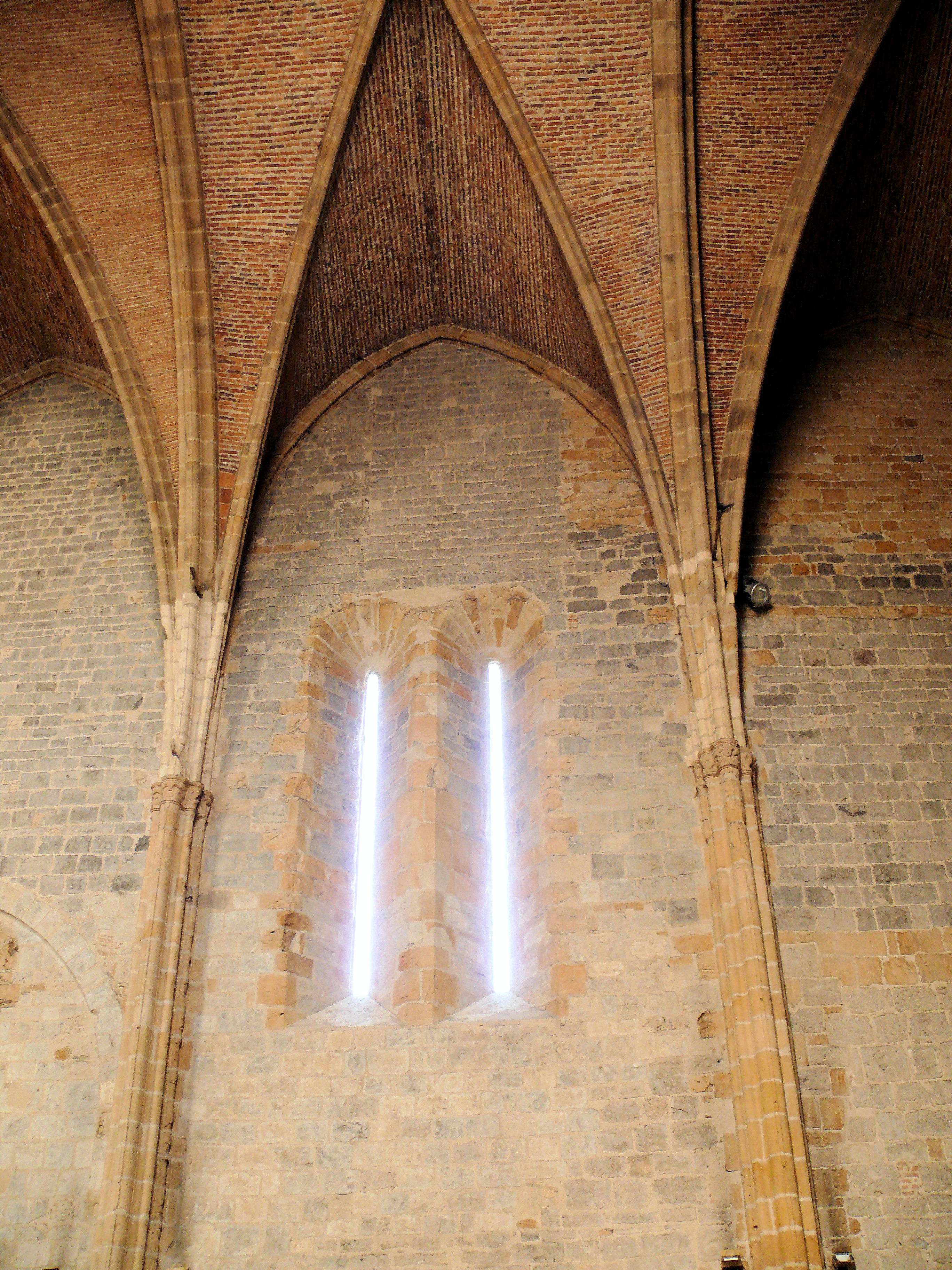
Mur nord et voûte de la deuxième travée de la nef.
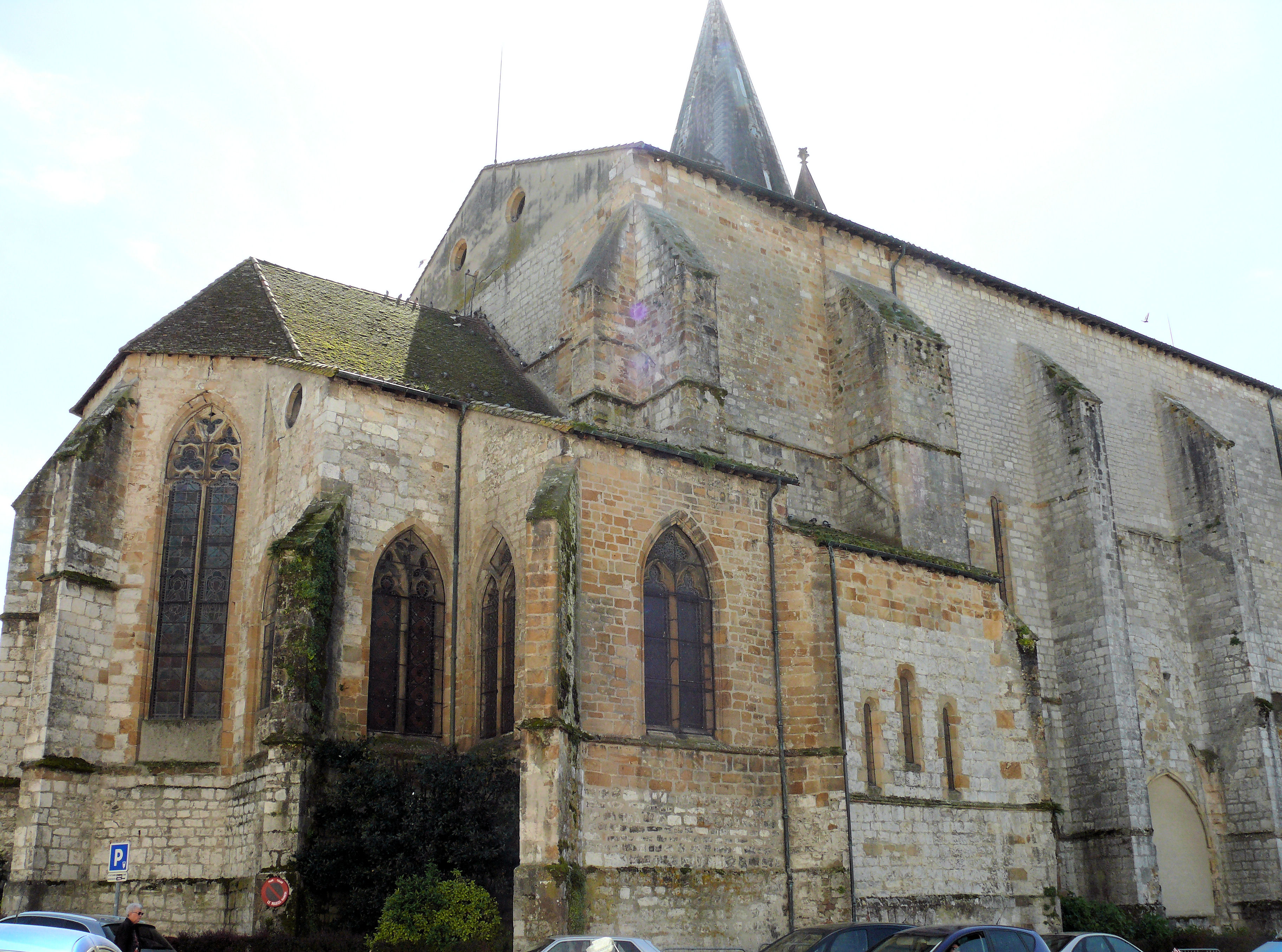
Le chevet, la chapelle nord et le flanc nord de la nef.
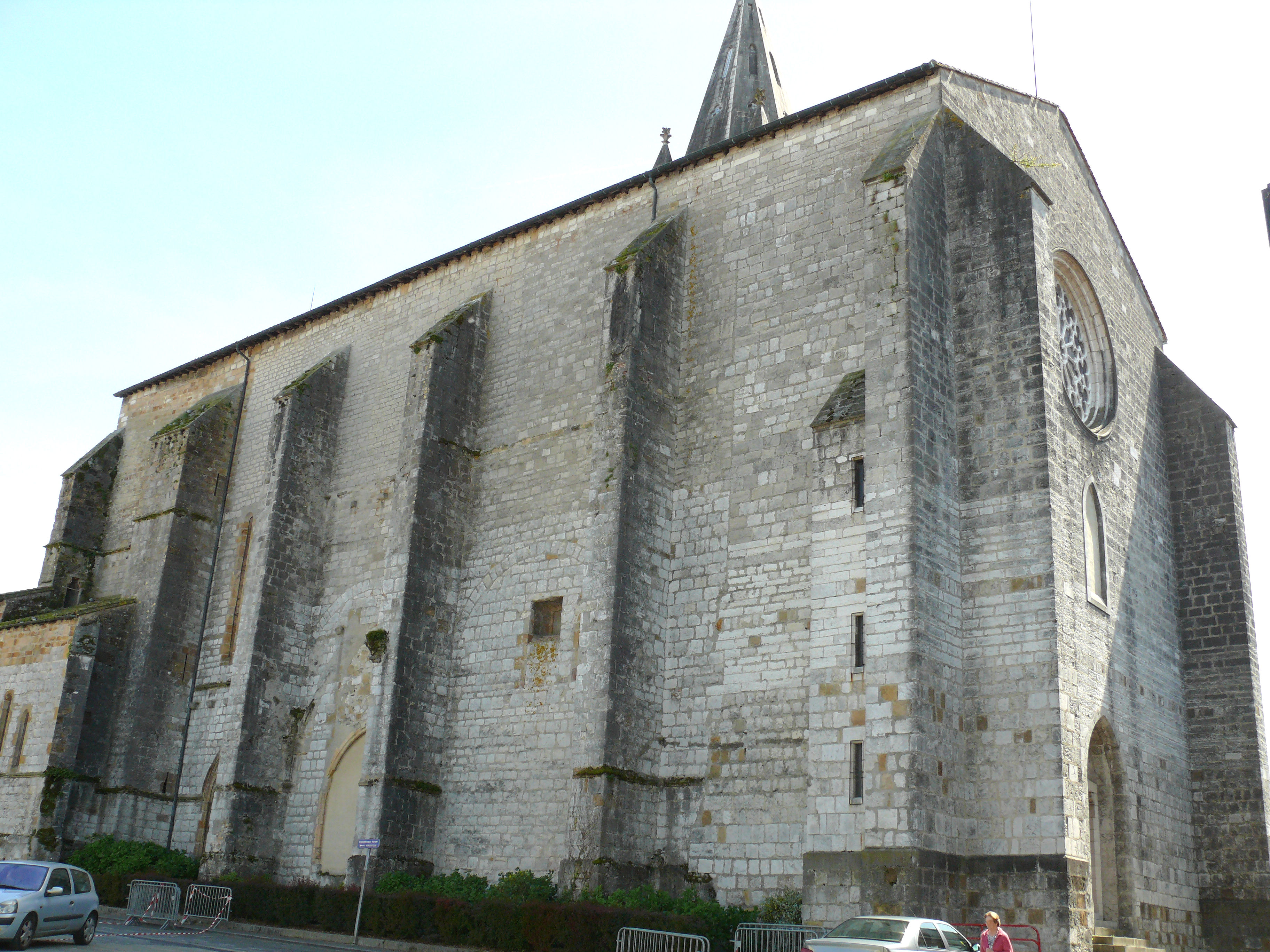
Flanc nord de la nef.
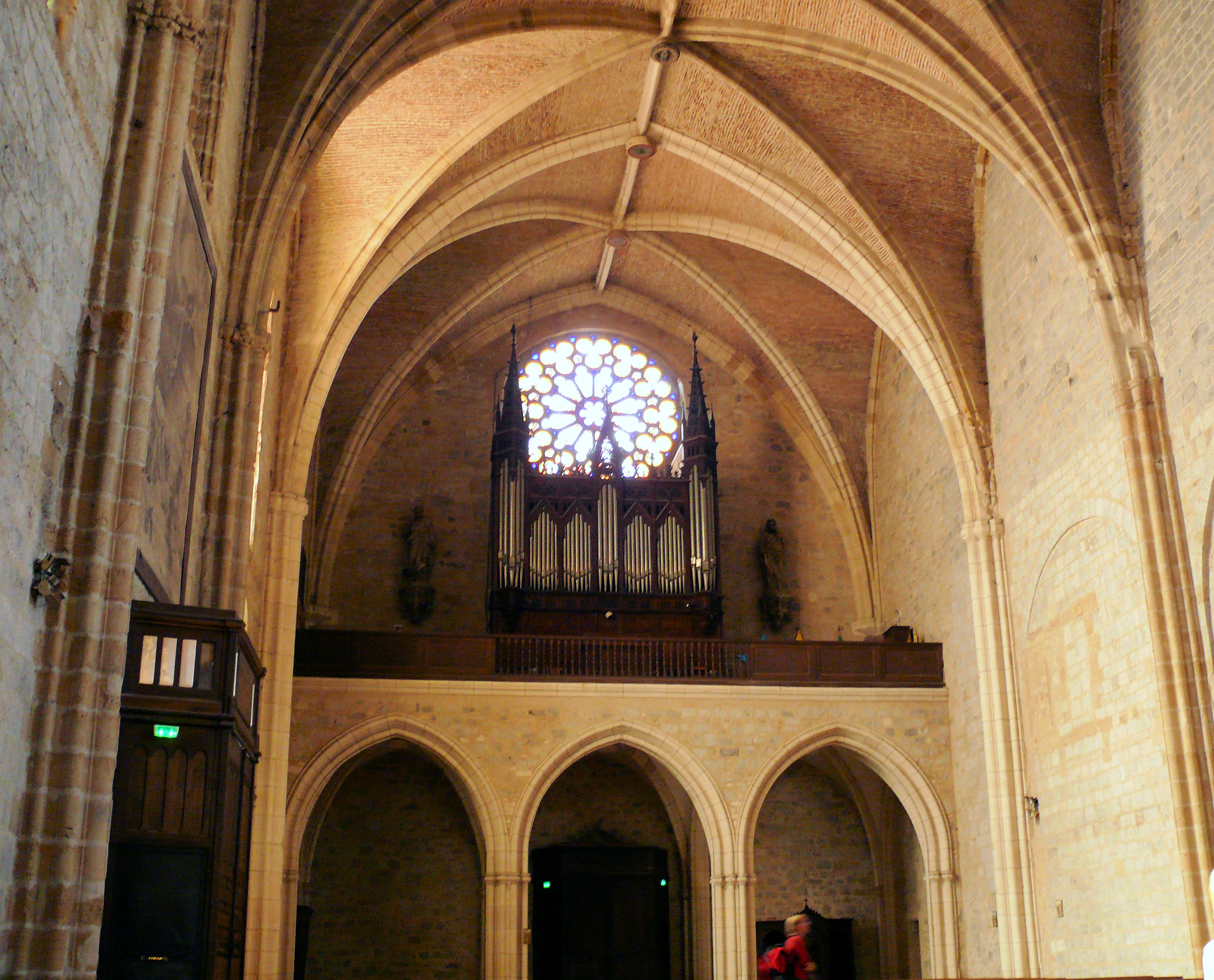
La dernière travée et la tribune rajoutés après 1865.
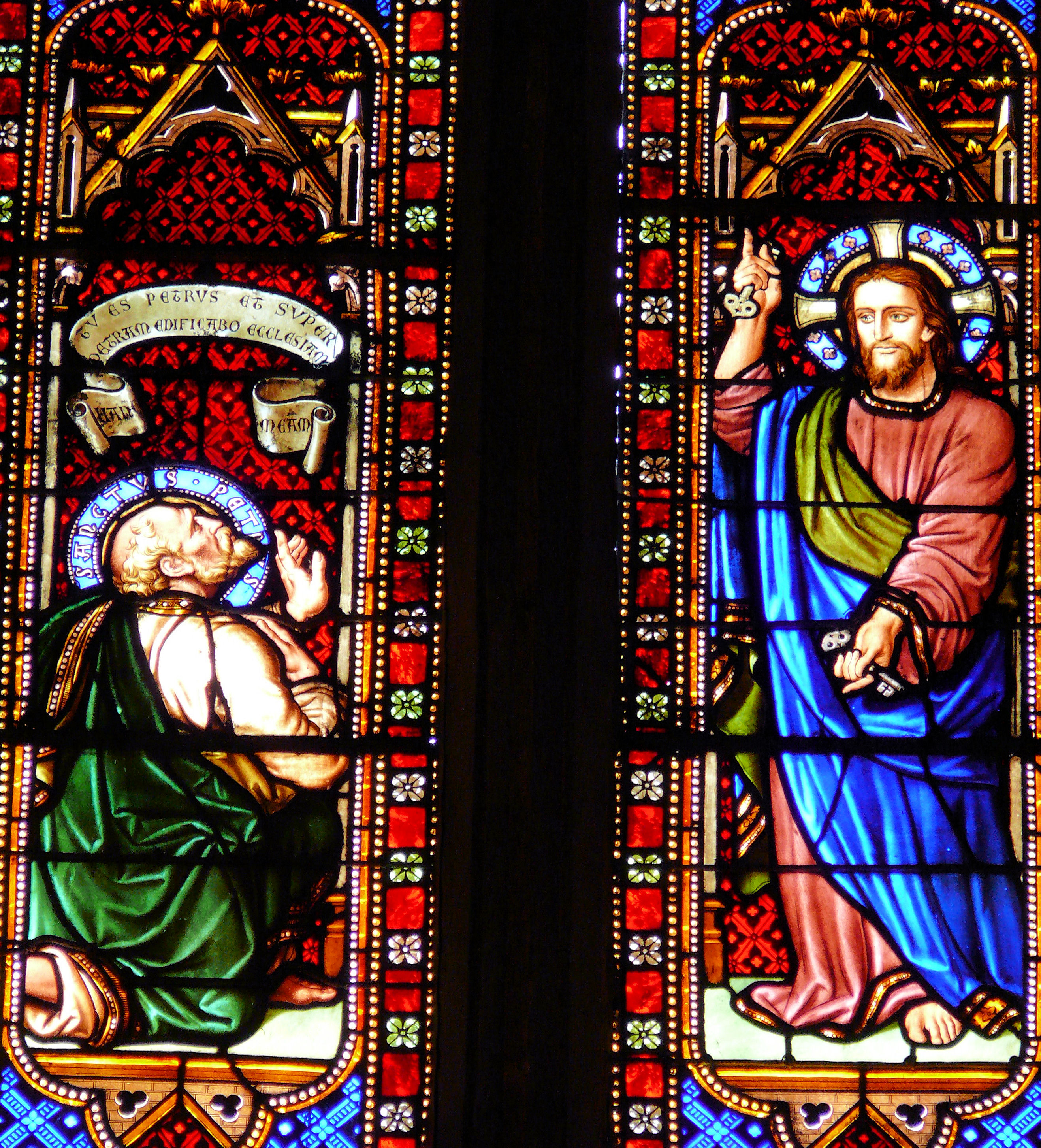
Vitraux posés entre 1909 et 1912.

En 1976, suppression du décor réalisé au XIXe siècle pour rendre les pierres apparentes dans la nef.

### Descriptif
Elle abrite une esquisse de Léon Bonnat pour son panneau du Panthéon - Le Martyre de saint Denis - esquisse qui fut offerte par les Beaux-arts en 1924. Deux statues en bois - l'une représentant sainte Anne, mère de Marie et l'autre saint Jacques - décorent également l'église.

### Orgue
L'existence d'un premier orgue est connue en 1388. Par la suite, il n'y a aucune information. 
En 1870, Aristide Cavaillé-Coll construit un orgue de 2 clavier / pédalier et 12 jeux. L'orgue est restaurée en 1925 et en 1958, Maurice Puget ajoute 5 jeux. L'orgue originel de Cavaillé-Coll est rétabli en 1982 par Robert Chauvin